# Veronika Fischer (Autorin)
Veronika Fischer (* 6. Juni 1987 in Kempten (Allgäu)) ist eine deutsche Autorin, Journalistin und Philosophin.

## Leben
Veronika Fischer studierte zwischen 2006 und 2009 Philosophie und Deutsche Literatur an der Universität Konstanz und von 2010 bis 2012 Philosophie im Masterstudiengang an der Humboldt-Universität zu Berlin. Es folgte ein Promotionsstudium an der Universität Münster, welches bislang nicht abgeschlossen wurde. Die Inhalte der Forschung wurden 2024 mit dem Titel "Liebe" in der Übermorgen-Reihe bei Kremayr & Scheriau in Wien publiziert. 
Fischer lebt in Konstanz und arbeitet dort freiberuflich für unterschiedliche Verlage, Kulturmagazine und an eigenen Projekten. Ihr Theaterstück Rudi Rakete erzählt von einer ungewöhnlichen Schatzsuche. Das Monologstück Whisperblower beinhaltet den Cum-Ex-Skandal'
In ihren Kinderbüchern und Kunstprojekten beschäftigt sie sich mit den Themen der Gegenwart. Außerdem führt sie einen Liebesbriefservice.

## Werke
- Liebe. Übermorgen-Reihe, Kremayr & Scheriau, Wien 2024, ISBN 978-3-218-01414-4.
- LOCKDOWNHEART. Lyrik. Fronelle Verlag, Konstanz 2022.
- Krawall im Stall. Fronelle Verlag, Konstanz 2021.
- Gedanken auf der Achterbahn. Philosophie für, von und mit Kindern. Fronelle Verlag, Konstanz 2019.
- Theater_Stadt_Politik. Von Konstanz in die Welt. Theater der Zeit, Berlin 2019, ISBN 978-3-95749-261-6.
- FULLMOONPARTY. Lyrik. Fronelle Verlag, Konstanz 2019.
- Whisperblower. Theaterstück. Mit Christine Zureich. Drei Masken Verlag, München 2019.
- Rudi Rakete. Theaterstück. Drei Masken Verlag, München 2019.
- Bildung und Liebe. Beitrag mit Daniel Getzberger. transcript, Bielefeld 2018, ISBN 978-3-8376-4359-6.
- Rudi Rakete und das Haus am Fluss. Kinderbuch. Fronelle Verlag, Konstanz 2017, ISBN 978-3-00-058330-8.